# Karl Heidmann
Karl Heidmann (23 de septiembre de 1889 - 12 de noviembre de 1946) fue un actor y director teatral de nacionalidad alemana.

## Biografía
Nacido en Bagrationowsk, Óblast de Kaliningrado (Rusia), en aquel momento parte de Prusia, al finalizar sus estudios escolares siguió enseñanza universitaria en Berlín y Múnich. Posteriormente tuvo un largo compromiso, primero como actor y después como director, en el Theater Lübeck. Además, fue conocido como profesor de arte dramático enseñando, entre otros, a su hijo Manfred y a Günther Lüders.
Karl Heidmann trabajó desde 1936 en varias producciones cinematográficas. Así, actuó en Robert Koch, der Bekämpfer des Todes (1939, de Hans Steinhoff, con Emil Jannings, Werner Krauß y Hilde Körber) y en Quax, der Bruchpilot (1941, de Kurt Hoffmann, con Heinz Rühmann, Karin Himboldt y su hijo Manfred). 
En 1941 participó en la película de propaganda Nazi Kopf hoch, Johannes!, de Viktor de Kowa, con Klaus Detlef Sierck, Dorothea Wieck y Gunnar Möller, y que actualmente está clasificada como película reservada, estando permitido su visionado únicamente bajo estrictas condiciones.
Como escritor, Heidmann fue autor en el año 1916 de Walhalls Ende. Ein Märchen für Erwachsene.
Karl Heidmann falleció en Lübeck, Alemania, en 1946.

## Filmografía
- 1936 : Flitterwochen
- 1938 : Scheidungsreise
- 1939 : Robert Koch, der Bekämpfer des Todes
- 1940 : Casanova heiratet
- 1940 : Mein Mann darf es nicht wissen
- 1940 : Mädchen im Vorzimmer
- 1940 : Der Sündenbock
- 1941 : Kopf hoch, Johannes!
- 1941 : Quax, der Bruchpilot
- 1943 : Ich vertraue Dir meine Frau an